# Lista de cidades imperiais livres
Havia 51 Cidades Imperiais Livres no Sacro Império Romano-Germânico em 1792. São listadas aqui com o seu estatuto confessional confirmado pela Paz de Vestfália (1648).
- Aachen (Católica)
- Aalen (Luterana)
- Augsburgo (bi-denominacional)
- Biberach (bi-denominacional)
- Bopfingen (Luterana)
- Bremen (Calvinista)
- Buchau (Católica)
- Buchhorn (Católica)
- Cologne (Católica)
- Dinkelsbühl (bi-denominacional)
- Dortmund (Luterana)
- Esslingen am Neckar (Luterana)
- Frankfurt am Main (Luterana)
- Friedberg (Luterana)
- Gengenbach (Católica)
- Giengen (Luterana)
- Goslar (Luterana)
- Hamburgo (Luterana)
- Heilbronn (Luterana)
- Isny im Allgäu (Luterana)
- Kaufbeuren (Luterana)
- Kempten (Luterana)
- Leutkirch (Luterana)
- Lindau (Luterana)
- Lübeck (Luterana)
- Memmingen (Luterana)
- Mühlhausen (Luterana)
- Nordhausen (Luterana)
- Nördlingen (Luterana)
- Nuremberga (Luterana)
- Offenburg (Católica)
- Pfullendorf (Católica)
- Ravensburg (bi-denominacional)
- Ratisbona (Luterana)
- Reutlingen (Luterana)
- Rothenburg ob der Tauber (Luterana)
- Rottweil (Católica)
- Schwäbisch Gmünd (Católica)
- Schwäbisch Hall (Luterana)
- Schweinfurt (Luterana)
- Speyer (Luterana)
- Überlingen (Católica)
- Ulm (Luterana)
- Wangen (Católica)
- Weil (Católica)
- Weißenburg na Baviera (Nordgau) (Luterana)
- Wetzlar (Luterana)
- Wimpfen (Luterana)
- Windsheim (Luterana)
- Worms (Luterana)
- Zell (Ortenaukreis) (Católica)

|  |  |

Outras cidades tinham sido Cidades Imperiais Livres, mas já não o eram em 1792, tais como:
- Baden (apenas formalmente?)
- Basileia (tornou-se um cantão suíço em 1501, independência do Império reconhecida em 1648)
- Berna (tornou-se um cantão suíço em 1351, independência reconhecida em 1648)
- Bisanz (Besançon) (anexada pela Espanha em 1648)
- Brakel (anexada pelo Principado Episcopal de Paderborn)
- Bremgarten (apenas formalmente?)
- Kamerich (Cambrai) (integrada nos Países Baixos Espanhóis em 1543)
- Diessenhofen
- Deventer
- Donauwörth (integrada na Baviera em 1617)
- Duisburgo (integrada em Ducado de Cleves em 1290)
- Düren (integrada no Ducado de Jülich)
- Frauenfeld
- Friburgo (tornou-se um cantão suiço)
- Füssen (integrada no Principado Episcopal de Augsburg em 1313)
- Gelnhausen (integrada em Hesse-Kassel em 1745)
- Hagenau (anexada pela França nos anos 1670s)
- Herford (integrada no Brandenburgo)
- Colmar (anexada pela França em 1673, confirmado em 1697)
- Kampen
- Kaisersberg (anexada pela França em 1648)
- Kessenich
- Constança (anexada pela Áustria em 1548)
- Landau (anexada pela França em 1648)
- Lemgo (integrada em Lippe)
- Lucerne (tornou-se um cantão suíço, independência reconhecida em 1648)
- Mainz (reegressou ao controlo dos seu arcebispo em 1462)
- Metz (anexada pela França em 1552)
- Mülhausen (Mulhouse) (um associado da Confederação Suíça depois de 1648, anexada pela França em 1798)
- Münster im Elsass (anexada pela França em 1648)
- Murten (integrada na Sabóia em 1255)
- Nijmegen (integrada em Guelders em 1247)
- Oberehnheim (anexada pela França em 1648)
- Rapperswil
- Rheinfelden (anexada pelos Habsburgos em 1330)
- Riga (integrada na Comunidade Polaco-Lituana em 1581)
- Rosheim (anexada pela França em 1648)
- Saarburg (Sarrebourg) (anexada pela França)
- Schaffhausen (tornou-se um cantão suíço em 1501, independência reconhecida em 1648)
- Schmalkalden (integrada no Hesse em 1581)
- Schlettstadt (Sélestat) (anexada pela França nos anos 1670s)
- Solothurn (tornou-se um cantão suíço em 1481, independência reconhecida em 1648)
- Strassburg (anexada pela França em 1681, confirmedada em 1697)
- Toul (anexada pela França em 1552)
- Türkheim (Turckheim) (anexada pela França em 1648)
- Verden (integrada no Ducado de Verden em 1648)
- Verdun (anexada pela França em 1552)
- Warburg (anexada pelo Principado Episcopal de Paderborn)
- Winterthur
- Weißenburg (Wissembourg) (anexada pela França em 1648)
- Zug (tornou-se um cantão suíço, independência reconhecida em 1648)
- Zurique (tornou-se um cantão suíço em 1351, independência reconhecida em 1648)